# Alina Wojtas
Alina Wojtas (født 21. marts 1987) er en polsk tidligere håndboldspiller, der spillede for det polske landshold.
Hun er gift med den polske fodboldspiller Jakub Świerczok.

## References
1. ↑  "2014 European Championship Roster" (PDF). EHF. Arkiveret fra originalen (PDF) 3. marts 2016. Hentet 7. december 2014.
2. ↑  "Świerczok w kadrze. Nawałka docenił jego przemianę" (polsk). fakt.pl. Hentet 20. august 2018.